# Кулаково (Яшкинський округ)
Кулако́во (рос. Кулаково) — присілок у складі Яшкинського округу Кемеровської області, Росія.

## Населення
Населення — 139 осіб (2010; 176 у 2002).
Національний склад (станом на 2002 рік):
- росіяни — 97 %